# Negrišori
Negrišori (cyr. Негришори) – wieś w Serbii, w okręgu morawickim, w gminie Lučani. W 2011 roku liczyła 499 mieszkańców.